# Oliver Ivanović
Oliver Ivanović (srbsky Оливер Ивановић, česky Oliver Ivanovič; 1. dubna 1953, Jugoslávie – 16. ledna 2018, Kosovská Mitrovica, Kosovo) byl přední politik srbské menšiny v Kosovu, jenž byl zastřelen z jedoucího auta několika ranami do hrudi v etnicky dlouhodobě znesvářené Kosovské Mitrovici, kde mají Srbové etnickou převahu.

## Životopis
V mládí se chtěl stát pilotem, a tak se zapsal na Vojenskou akademii v Záhřebu. Studia nicméně nedokončil, neboť mu byl zjištěn zhoršený zrak. Následně studoval Strojírenskou fakultu v Kosovské Mitrovici. Do politiky vstoupil v roce 1999.

### Odsouzení za válečné zločiny (2016)
V roce 2016 byl odsouzen Senátem Evropské unie v Kosovu (EULEX) k 9 létům odnětí svobody za válečné zločiny, spáchané na kosovských Albáncích v Kosovu v roce 1999. Odvolací soud v Pristině však 12. února 2017 zrušil vinný rozsudek a nařídil nový soud.

### Vražda politika srbské menšiny (2018)
Ke střelbě na něj došlo v dopoledních hodinách nedaleko kanceláře jeho hnutí Svoboda, demokracie, pravda. Kvůli tomuto závažnému trestnému činu nechal následně svolat srbský prezident, Aleksandar Vučić, v Bělehradě Bezpečnostní radu státu. Následně odcestoval z Bruselu zpět do Bělehradu. Na tiskové konferenci označil jeho vraždu za teroristický čin.